# 河城村
河城村（かわしろむら）は静岡県の西部、城東郡・小笠郡に属していた村である。現在の菊川市北部にあたる。

## 地理
- 河川：菊川

## 歴史
- 1889年（明治22年）4月1日 - 町村制の施行により、吉沢村、倉沢村、友田村、富田村、沢水加村、和田村、潮海寺村が合併して城東郡河城村が発足。
- 1896年（明治29年）4月1日 - 郡制の施行により所属郡が小笠郡に変更。
- 1955年（昭和30年）3月31日 - 菊川町に編入。同日河城村廃止。

## 交通

### 鉄道路線
日本国有鉄道東海道本線が村域を通過していたが、駅は存在しなかった。至近に菊川駅が所在。